# Lalbaghs fästning

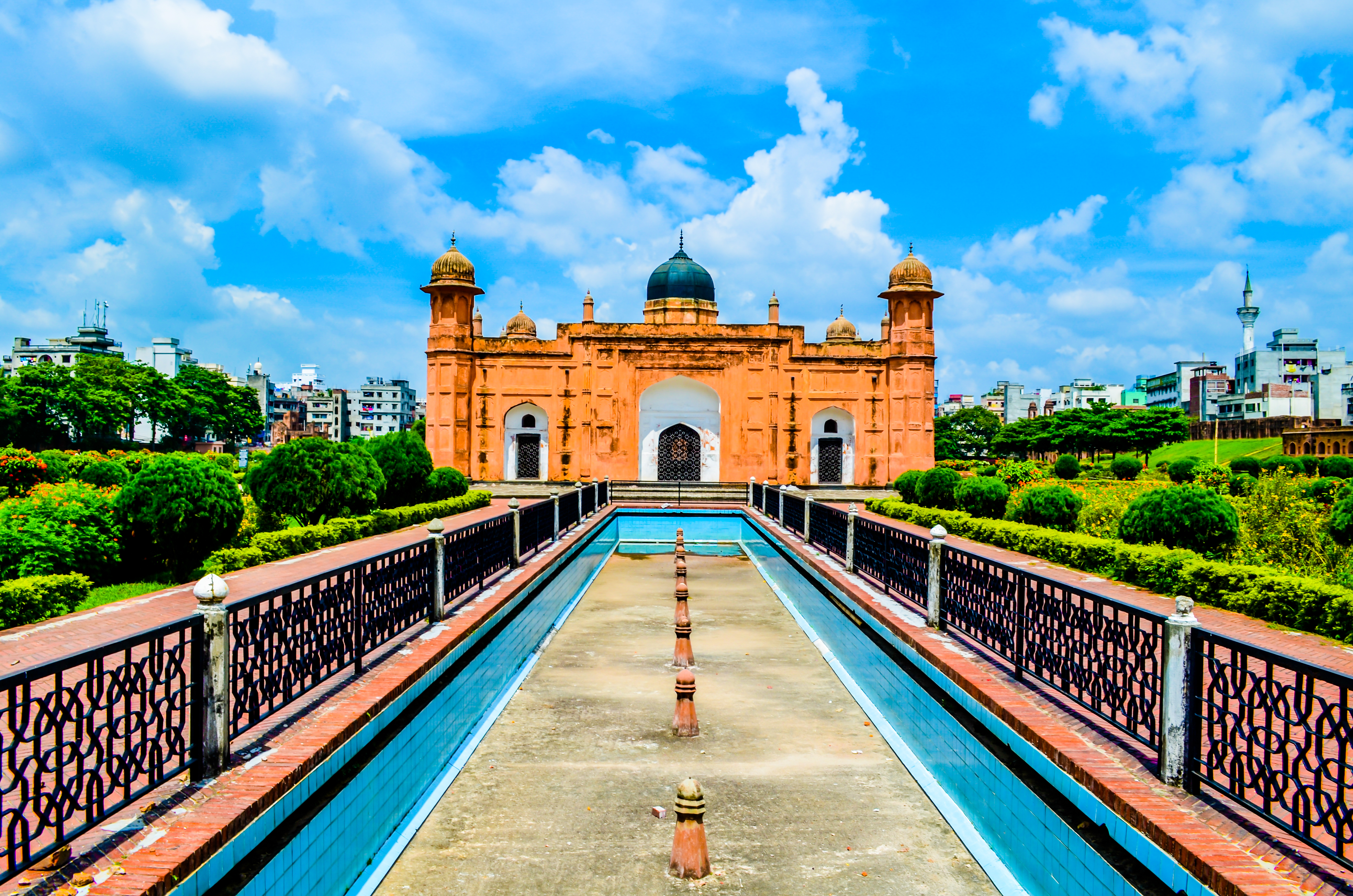
Lalbaghs fästning byggdes av Shaista Khan

Lalbaghs fästning (bengali: লালবাগ দূর্গ) (även känt som "Aurangabads fort") är en ofullbordad Mogulfästning vid floden Buriganga i sydvästra Dhaka, Bangladesh. Byggets konstruktion påbörjades 1678 av prins Muhammad Azam under hans 15 månader långa vicekunglighet över Bengalen, men innan arbetet var klart återkallades han av Aurangzeb. Hans efterträdare, Shaista Khan, färdigställde inte fästningen, även om han stannade i Dhaka fram till 1688. Hans dotter Iran Dukht med smeknamnet Pari Bibi (älvdamen) dog här 1684 och detta gjorde att han ansåg fortet vara illavarslande.
Lalbaghs fästning var också platsen för de inhemska soldaternas revolt mot britterna under Sepoyupproret 1857. Liksom vid Röda fortet i Indien, besegrades de av styrkor från Brittiska Ostindiska Kompaniet. De och soldaterna som flydde från Meerat hängdes i Victoria Park. 1858 lästes drottning Viktorias övertagande av den administrativa kontrollen av Indien från kompaniet upp i Victora park. Parken heter numera Bahadur Shah Park efter namnet på den sista Mogulhärskaren som ledde upproret mot dåvarande brittiska imperiet.
Sedan 17 februari 1999 är fästningen uppsatt på Bangladesh tentativa världsarvslista.

## Fortets layout

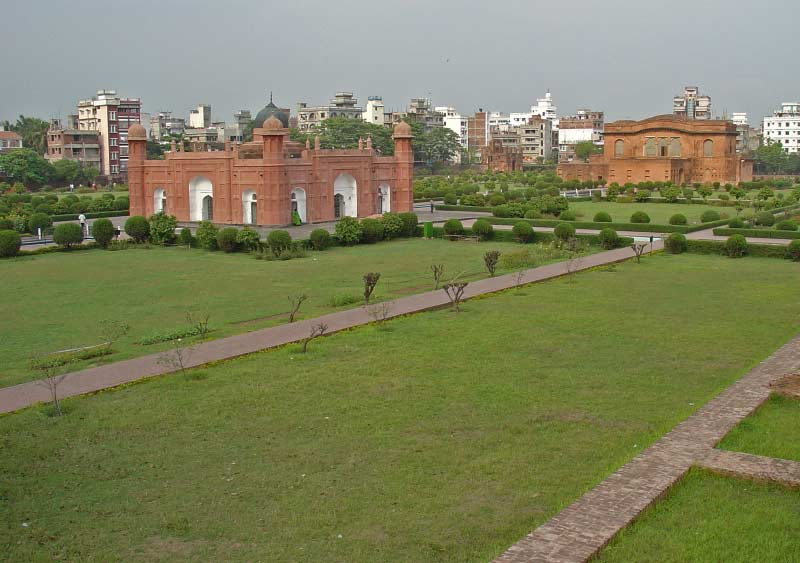
Lalbaghs fästning och Pari Bibis grav

Fästningen ansågs länge vara en kombination av tre byggnader:
- moskén;
- Bibi Paris grav; och
- Diwan-i-Aam, bestående av två portar och en del av den delvis skadade fortifikationsmuren.

Senare utgrävningar som gjorts av Bangladesh arkeologidepartementet, har dock avslöjat existensen av andra byggnader, och det är nu möjligt att ha en ganska fullständig bild av hur fästningen sett ut. 
Inom det nuvarande fästningsområdet  om 73 000 m², har utgrävningar påvisat 26 eller 27 byggnader, med omfattande anläggningar för vattentillförsel, avlopp, takträdgårdar och fontäner. Renoveringsarbeten av arkeologidepartementet har nu gett fästningen ett klart förbättrat tillstånd och har nu blivit en sevärdhet.

### Portar

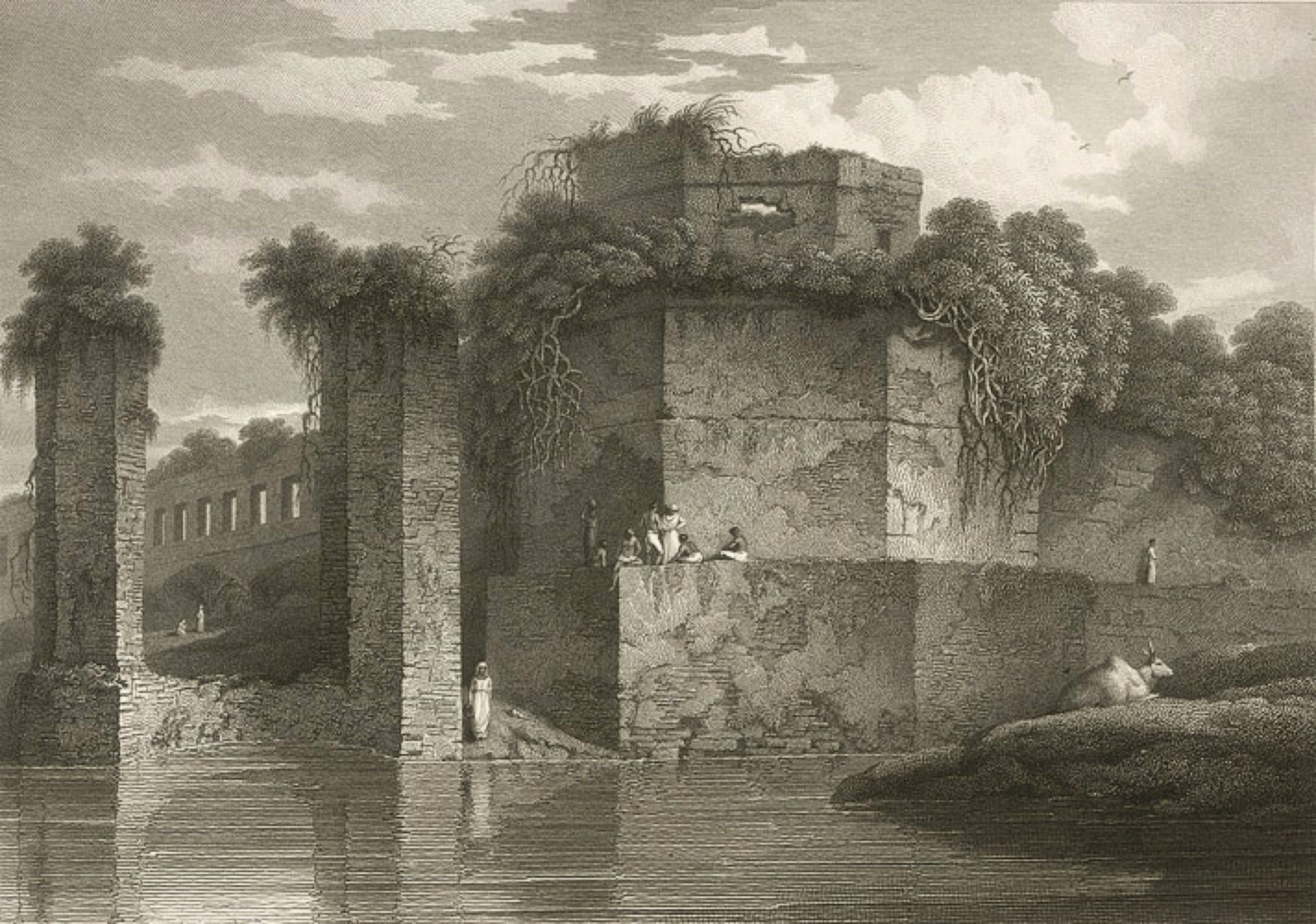
Målning från 1814 av Charles D'Oyly som visar södra muren, intill floden Buriganga. Idag rinner den cirka 2 km längre söderut

Av de tre portarna som finns kvar, är den södra den mest imponerande. Sett framifrån, är den en tre våningar hög byggnad med en front-on, kantad av smäckra minareter. Från insidan, ger den intrycket av att vara två våningar hög. Porten i nordost är mycket mindre och enklare. Det finns rester av byggnadsstrukturer som indikerar att fästningen utvidgades på östra sidan, bortom dagens Shaista Khan Road. Den tredje porten, idag i mitten av den norra gränsmuren, lämnades ofullbordad. Den som står där idag är en nutida konstruktion.

### Södra fortifikationsmuren
Den södra fortifikationsmuren, går västerut från den södra porten och sträcker sig upp till den stora bastionen i fästningens sydvästra hörn. Den går därefter norrut en bit innen den slutar. Gränsmuren på östra sidan, som kopplar samman de södra och norra portarna är en modern mur, och man tror numera att fästningen ursprungligen omfattade områden även längre österut, bortom dagens Shaista Khan Road. 
På norra sidan av den södra befästningsmuren finns ekonomibyggnader, såsom stall, det administrativa kvarteret och den västra delel har vackra takträdgårdar med arrangemang för fontäner och en vattenreservoar. Bostadsdelen ligger på östra sidan av den västra fortifikationsmuren, främst sydväst om moskén, där rester av en avloppsledning har hittats.
Den södra fortifikationen är en tvillingmur: 
- den yttre är cirka 6,10 m hög och 1,37 m tjock; och
- den inre är 13,7 m hög och med samma tjocklek.

De två är solida upp till en höjd av 6,1 meter och det finns regelbundna öppningar i den övre delen av den inre muren.
Den ursprungliga fortifikationsmuren i söder har fem bastioner med jämna intervall, och den västra muren har två. Av de sju bastionerna är den största den nära den södra porten bakom stallet, som upptar området väster om porten. Denna bastion har en underjordisk tunnel. Av de fyra bastionerna på södra fortifikationen är den centrala i ett plan, medan de övriga är i två plan. Den centrala har ett underjordiskt rum med verandor på tre sidor och kan nås antingen från flodsidan eller från dess tak. Tvåvåningsbastionen i sydvästra hörnet av fortet är eventuellt en Hawakhana, med en vattenreservoar på taket. 
Två linjer med terrakottaledningar har hittats som knyter samman alla anläggningar med reservoaren. En extra stark terrakottaledning, gjord av dubbla rör, (en innanför den andra) har avtäckts i området mellan Hammam och Bibi Paris grav.

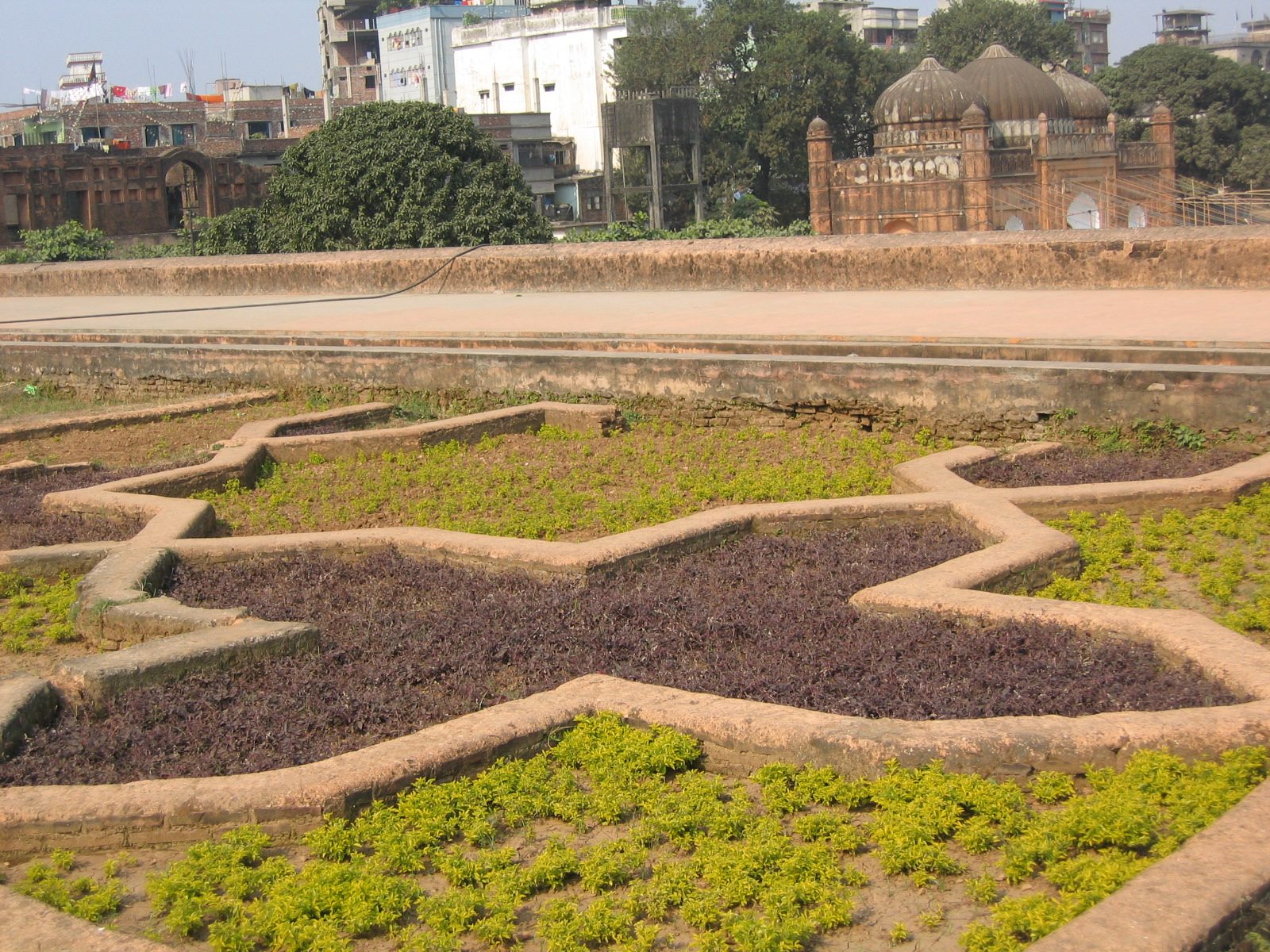
Takträdgård

Området västerut från stallet, parallellt med den södra fortifikationen hade en gång i tiden en vacker takträdgård med fontänrosor, blomsterbäddar (markerade med stjärndesign) och en vattenreservoar. Byggnaderna därunder innehåller de administrativa byggnadskvarteren och bostäder på den västra sidan

### Centrala området

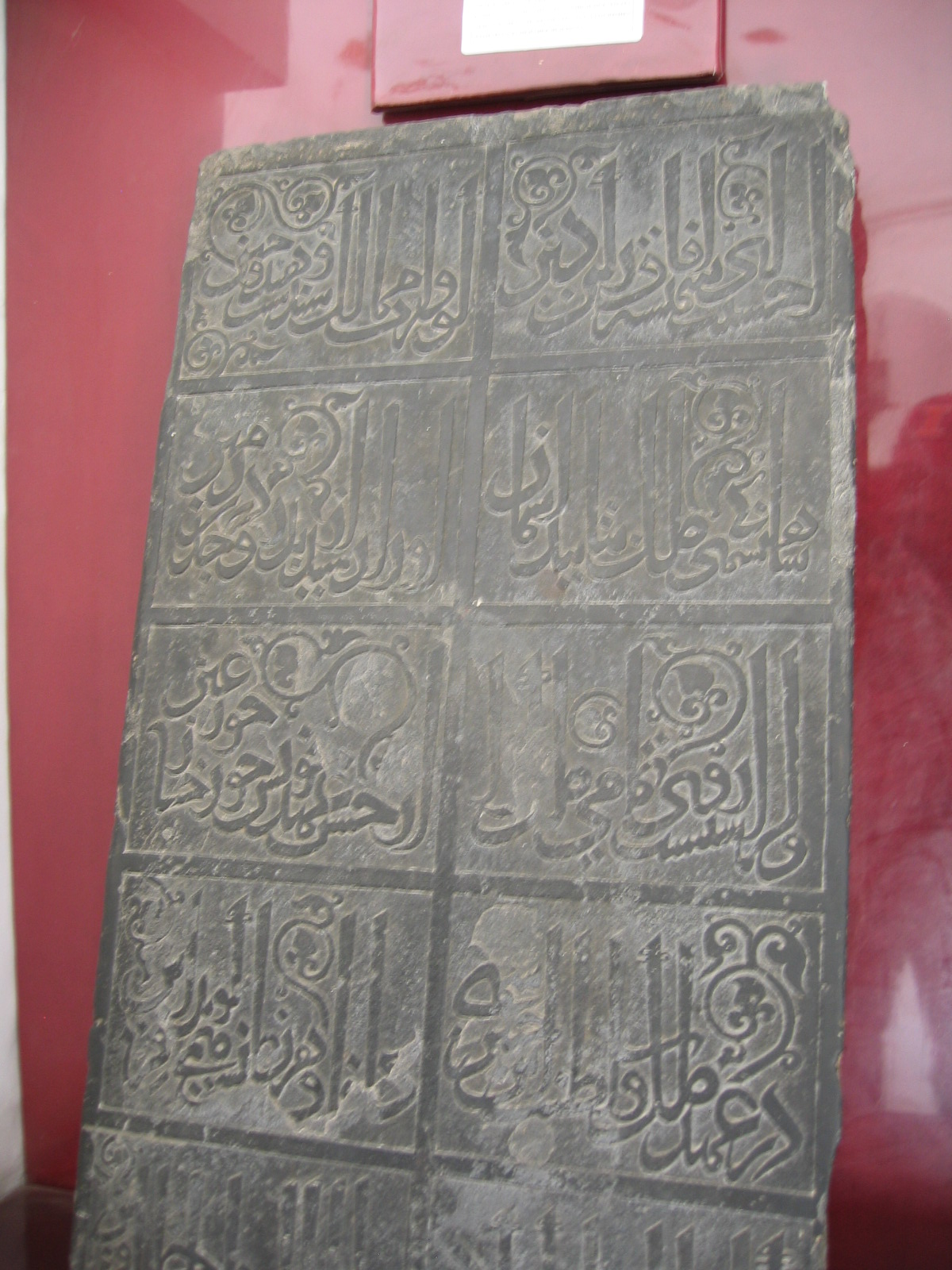
Utställning i museet i Lalbaghs fästning

Fästningens centrala område tas upp av tre byggnader:
- Diwan-i-Aam och Hammam på dess östsida;
- moskén till väster; och
- Pari Bibis grav mellan dessa två (i linje med varandra, men inte med mellanrum).

Moskén har tre kupoler och en vattenbassäng på framsidan (östra sidan) för abdest.
En vattenkanal, med fontäner med jämna mellanrum, går mellan de tre byggnaderna från öst till väst och två liknande kanalder går från söder till norr:
- en genom mitten av markområdet, in mellan Diwan-i-Aam och graven, formandes en kvadratisk bassäng med fontäner där kanalen möter den öst-västliga kanalen; och
- den andra, från vattenreservoaren, passerar genom botten av graven.

Vattenkanalerna och fontänen, mycket vanligt förekommande i Mogulisk arkitektur, skapar en atmosfär, inte helt olik den i de nordindiska mogulfästningarna. En stor kvadratisk vattenbassäng (71,63 meter längs varje sida), placerad framför och öster om Diwan-i-Aam, mellan södra och norra portarna, stärker byggnadens skönhet. Det finns fyra hörntrappor som går ner i bassängen.

### Diwan-i-Aam
Den två våningar höga Diwan-i-Aam, ihopbyggd i väster med en Hammam i ett plan är en imponerande byggnad. Hammam-komplexet omfattar en öppen plattform, ett litet kök, en ugn, vattenförvaringsområde, ett badkar i tegel, en toalett, ett omklädningsrum och ett extra rum. Hammam-delen har ett underjordiskt rum för att koka upp vatten, och en passage städare. En lång delningsmur går i nord-sydlig riktning längs västra fasaden på Hammam och delar fästningen i två områden.

### Bibi Paris grav
Bibi Paris grav, belägen i mitten, är det mest imponerande av byggnaderna som finns kvar av fotet. Åtta rum omger ett centralt kvadratiskt rum som innehåller den avlidne Bibi Pari. Det centrala rummet är täckt av en falsk oktagonalformad kupol, täckt med en bronsplatta.
Hela innerväggen i det centrala rummet är täckt med vit marmor, medan de fyra rummen på sidorna har stensocklar upp till en höjd av en meter. Väggarna i rummen i de fyra hörnen har socklar med vackert glaserad blomsterkakel. Kaklet har ganska nyligen restaurerats; två av de ursprungliga kakelplattorna har behållits. Rummet i sydöstra hörnet har en liten krav, allmänt känt för att vara Shamsad Begums grav, kanske en släkting till Bibi Pari. 
Arkeologiska utgrävningar har också avslöjat strata från sultanatets tid, men också förislamska perioder, från vilken terrakottahuvuden och plaketter har hittats. Därigenom är det nu rimligt att säga att Mogulerna kan ha grundat Dhaka, platsen var definitivt befolkad långt innan muslimerna kom till Bengalen.